# 非自民
非自民（ひじみん）とは、日本の政治において自由民主党（および日本共産党）と共闘・連立しない立場のこと。より積極的に自民党に対抗する反自民とは異なり、個別の政策においては是々非々の立場を取ることが多い。中道右派や保守ではあるが自民党とは同調しない立場の人達が自称することが多い。

## 由来
1969年総選挙で社会党が大敗したのを契機に、党内では社会党右派の江田三郎が、社共共闘を放棄し公明党や民社党と共闘して非自民・非共産の連立政権を目指すことを提唱したのが非自民という表現の始まりとされる。

## 社公民
1979年の東京都知事選挙で、社共が推薦した太田薫・総評議長が落選したことや、すでに社会党右派の影響力が強い大阪では、社会党は黒田了一知事への支持をやめ、社公民に加え、自民党との共闘までもが成立するようになっていたが、この年の12月『公民連合政権構想』、翌年1月にはついに『社公連合政権構想』が樹立され、社会党の飛鳥田一雄委員長は公明党に強く迫られて、日本共産党の排除に同意することとなった。ただし、社民両党間の政権構想は出来なかった。飛鳥田自身も民社党を含めた社公民連合政権には消極的だった。だが、これで社共両党の亀裂は決定的となる。
1980年6月のハプニング解散による衆参同日選挙で社民両党は現状維持だったが、公明党が50議席台割れの大敗を喫し、参院選で公民両党は健闘するも社会党が50議席台割れの大敗をした。重要なことは、これを受け、社公民路線がかつてのような「自民党への対抗」（反自民）ではなく、「自民党の補完物」（非自民）へと変質していく。また、社公民路線に消極的な飛鳥田に代わって、社公民路線に積極的な姿勢をとる石橋政嗣委員長が登場したこともあり、1980年代には「共産党を除いた国会対策委員長」会談による根回しが常態化する（こうした共産党排除の姿勢を、共産党は「オール与党」と批判している）。こうした一連の流れが、その後の非自民・非共産連立政権誕生の基盤となっていく。

## 細川内閣・羽田内閣
1993年5月、政治改革をめぐる自民党内の抗争の結果、小沢一郎・羽田孜らは宮澤内閣不信任決議案に賛成した。当初は離党しない方針であったが、決議に反対した武村正義、鳩山由紀夫ら若手議員が離党して新党さきがけを結成し、賛成したグループは離党せざるを得ない状況となった。改革フォーラム21の議員は集団離党し、新生党を結成した。新生党は、社会・公明・民社と非自民・非共産連立政権の樹立で合意した。
同年7月の第40回総選挙で自民党は過半数の奪回ができず、小沢は日本新党の細川護熙に総理就任を打診、細川はこれを受諾し、統一行動をとっていたさきがけも非自民・非共産連立政権の樹立に合意した。
1994年、細川が首相辞任を表明し、後継に新生党党首の羽田孜が就任。当初は社会党も引き続き与党に参画する意向であったが、社会党以外の連立与党が衆院で統一会派「改新」を結成したことから社会党執行部は連立離脱を表明する。結局、羽田内閣は少数与党で発足するが、維持できず、6月25日に内閣総辞職する。その後、社会党の非自民・非共産連立政権復帰を巡って、さまざまな画策が行われたが、結局、社会党は自由民主党との連立の道を選び、自社さ連立政権が発足し、非自民・非共産連立政権は完全に崩壊した。

## 新進党
1994年、村山内閣の発足により非自民勢力は下野し、小選挙区制になる次期総選挙に備え統一グループ（新・新党）の結成を目指した。創価学会を支持母体とする公明党との合流に反発し、一部議員は参加を見合わせたが、12月に衆参214名で新進党を結成した。
1995年、第17回参院選において新進党は比例区で自民党を上回る40議席を獲得したが、「自・社・さ」の獲得議席を上回ることはできなかった。さらに、1996年の第41回衆議院議員総選挙でも敗北し、以後、党内抗争が激化、1997年に公明党出身勢力が離脱する方針を固めたことに伴い、両院議員総会で分党を決定し、結局、政権の座につくことなく解散した。

## 民由合併
2002年12月、勢力拡大に限界を感じた自由党党首の小沢と民主党代表の鳩山は合流に向けた協議を開始。しかし、民主党内の反発により凍結、人事への反発などもあり、鳩山は、翌2003年、代表辞任に追い込まれた。再度代表に就任した菅は当初は合流に慎重であったが、小沢から「党名は民主党、政策･綱領・人事は現状維持」の提案を受け党内を合意させ、10月に自由党と合流した。

## 民社国連立政権
2008年9月に民主党と国民新党による合併構想が浮上（民国合併構想）。しかし、国民新党の長谷川憲正の政党移籍問題が浮上したため、当面は衆院選で協力関係を維持することが確認されるにとどまった。
2009年9月に民主党、社会民主党、国民新党の3党による民社国連立政権が誕生した。

## 民国連立政権
普天間基地移設問題で首相は県内移設に決定し県外・国外移設を断念。それに社民党党首福島瑞穂が反発し罷免された。社民党は、5月30日に政権を離脱した。

## 民進党解体
2017年の第48回総選挙直前に民進党は希望の党と立憲民主党に事実上分裂した。連合の支持も両党に分かれ、旧総評系労組の多くは立憲民主党支持、旧同盟系労組の多くは希望の党支持となった。2018年5月7日には民進党と国民党の合併に伴い国民民主党が結成され、参院民進党左派の多くは立憲民主党に合流した。

## 立憲民主党・国民民主党
2020年9月15日、立憲民主党と国民民主党両党が解党、合併する形で新・立憲民主党が結党された。玉木雄一郎をはじめとする新党参加を見送った旧・国民民主党議員らは同日新・国民民主党を結党した。立憲民主党は国民民主党や社民党、日本共産党とは選挙協力を行なっていくこととしている。